# 皷神社
皷神社（つつみじんじゃ）は、岡山県岡山市北区にある神社。式内社、備中国二宮と伝える。旧社格は県社。神紋は「舞鶴」。

## 祭神
主祭神
- 高田姫命 - 吉備津彦命の后

合祀神
- 吉備津彦命 - 四道将軍の1人として、吉備を平定したという
- 吉備武彦命 - 吉備津彦命の子
- 楽楽森彦命 - 県主として当地を治めた豪族で、高田姫命の父
- 遣霊彦命 - 吉備津彦命の臣

## 歴史
『古事記』『日本書紀』には吉備津彦命の吉備平定の説話が記載されているが、当社はそれに関連した人物を祀っている。
平安時代中期の『延喜式』神名帳には備中国賀夜郡に「鼓神社」と記載され、式内社に列している。往時には5社殿があり「鼓五社大明神」と称したという。
江戸時代に入り、寛永21年（1644年）、足守藩主・木下利当から社領2石が寄進された。
明治5年、近代社格制度において村社に列し、明治14年に県社に昇格した。

## 摂末社
- 厳島宮、稲荷神社 ほか

## 主な祭事
- 歳旦祭 （1月1日）
- 夏祭大祓祭 （8月15日）
- 秋祭 （10月第2日曜）

## 文化財

### 重要文化財（国指定）
- 宝塔
花崗岩製、4.15m。鎌倉末期の製作と推定される。昭和34年指定。

## 現地情報
所在地
- 岡山県岡山市北区上高田3628
  - 岡山空港の北西約3km